# Oprostovice
Oprostovice (en allemand : Oprostowitz) est une commune du district de Přerov, dans la région d'Olomouc, en République tchèque. Sa population s'élevait à 86 habitants en 2020.

## Géographie
Oprostovice se trouve à 7 km au sud-sud-est de Lipník nad Bečvou, à 12,5 km à l'est-nord-est de Přerov, à 30 km au sud-est d'Olomouc et à 240 km à l'est-sud-est de Prague.
La commune est limitée par Kladníky au nord-ouest, par Radotín au nord-est et à l'est, par Soběchleby au sud-est, par Žákovice au sud, et par Bezuchov au sud et à l'ouest.

## Histoire
La première mention écrite de la localité date de 1368.

## Transports
Par la route, Oprostovice se trouve à 10 km de Lipník nad Bečvou, à 16 km de Přerov, à 38,5 km d'Olomouc et à 301 km de Prague.